# Vensat
 Vensat  ist eine französische Gemeinde mit 550 Einwohnern (Stand 1. Januar 2022) im Département Puy-de-Dôme in der Region Auvergne-Rhône-Alpes. Sie gehört zum Arrondissement Riom und zum Kanton Aigueperse.

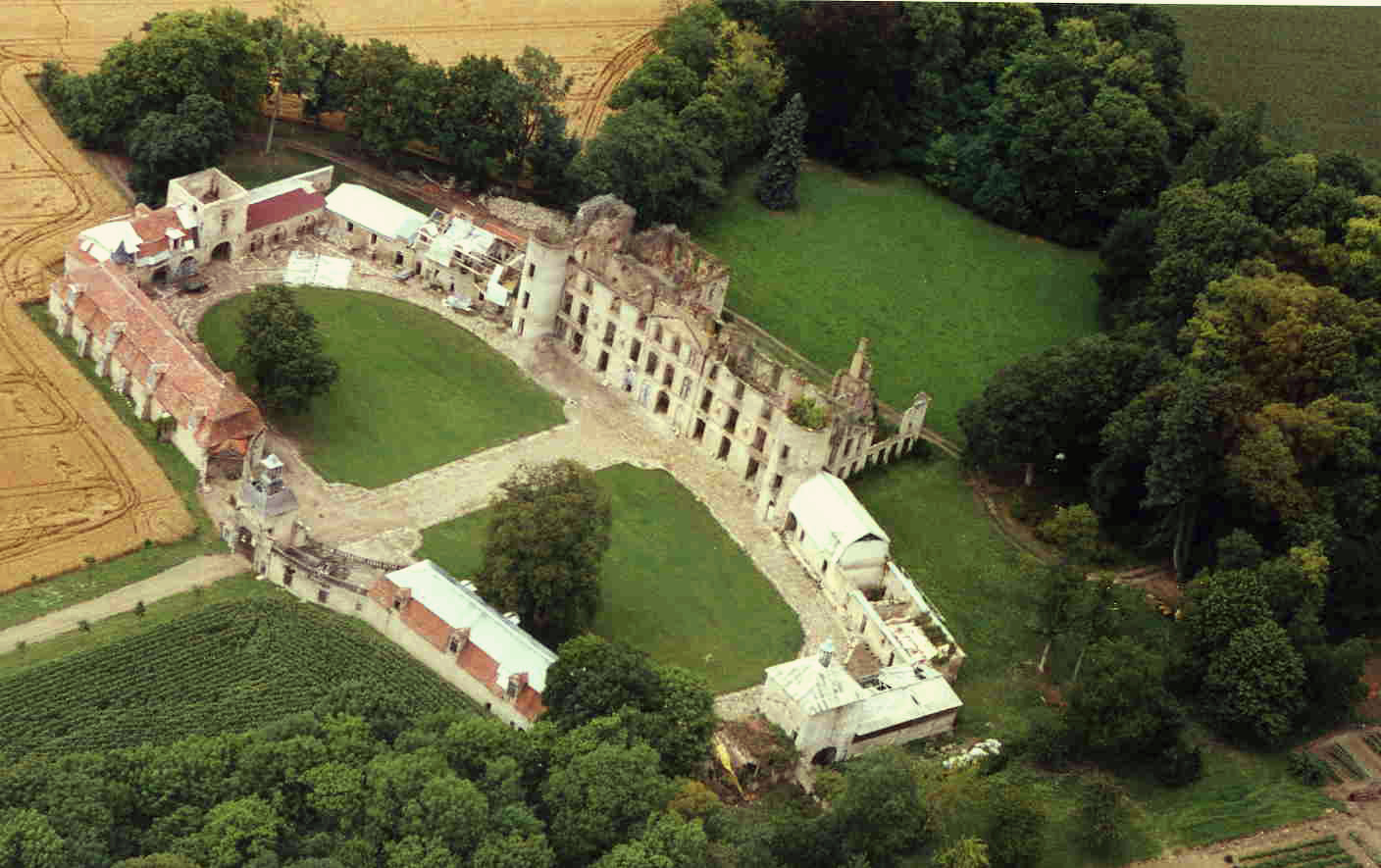
Ruine Villemont

## Bevölkerungsentwicklung
| Jahr                       | 1962 | 1968 | 1975 | 1982 | 1990 | 1999 | 2008 |
| Einwohner                  | 390  | 421  | 380  | 386  | 423  | 424  | 426  |
| Quellen: Cassini und INSEE |      |      |      |      |      |      |      |

## Sehenswürdigkeiten
- Schloss Villemont (16./17. Jahrhundert, Monument historique)